# Rue Jean-Gaspard-Vence
La rue Jean-Gaspard-Vence est une voie marseillaise située dans le 2e arrondissement de Marseille. 

## Situation et accès
Située à proximité du Grand port maritime de Marseille, dans le quartier d'Arenc, elle va de la rue Saint-Cassien à la rue de Chanterac et longe la tour La Marseillaise et la tour CMA-CGM..

## Origine du nom
Le rue est baptisé en hommage au corsaire et amiral Jean Gaspard de Vence (1747-1808).
Comme la municipalité de Toulon, lieu important de son activité militaire, où existe le « boulevard Amiral Vence », la municipalité de Marseille, lieu de sa naissance, a voulu honorer sa mémoire par cette rue à son nom, située près du port.

## Historique
Jusque dans les années 2010, elle débutait sur le boulevard Mirabeau.

## Bâtiments remarquables et lieux de mémoire
- Une entrée de la Gare d'Arenc-Euroméditerranée se trouve sur cette rue[1], à l'angle de la rue de Chanterac.